# Dragoljub Đuričić
Dragoljub Đuričić (Cetinje, 10. februar 1953 — Beograd, 15. mart 2021) bio je jugoslovenski muzičar, poreklom iz Crne Gore koji je živeo i radio u Srbiji. Poznat je kao bubnjar bendova  grupa, Leb i sol i Kerber, kao član pratećih bendova Zdravka Čolića i Đorđa Balaševića, kao i po svom solo radu.
Preminuo je 15. marta 2021. godine u bolnici Dragiša Mišović u Beogradu, od posledica koronavirusa.. Sahranjen je 18. marta 2021. godine na Novom groblju u Beogradu.

## Biografija
Dragoljub Đuričić je rođen 1953. godine na Cetinju.

### Muzička karijera
Početkom 70-tih godina u Herceg Novom sa svojim školskim drugovima osniva prvu grupu pod imenom "The End", zatim grupu "Krune", da bi '72. se priključio već poznatoj grupi "Exodus". Krajem '72. godine osniva svoju grupu "Veritas" i vrlo brzo postaju poznati. 1975. godine se seli u Beograd u želji za daljim napredovanjem. Priključuje se grupi "Ribelli" sa kojom nastupa po čitavoj SFRJ prateći gotovo sve popularne pevače pop i rock muzike tog vremena ( Z.Pejaković, D.Prelević, K.Monteno, D.Popović, A.Dedić, G.Novak, L.Novaković, B.Veletanlić, N.Knežević I mnogi drugi). 1977. godine nastupa u grupi "Mama-Coco" na čelu sa Vladom Nikodijevićem i pevačem Dadom Topićem. 1978. godine grupa "Mama-Coco" prati Zdravka Čolića na do tada a i posle najvećoj turneji po SFRJ koja se zvala "Putujući zemljotres". Tada se snima i prvi muzički film tadašnje Jugoslavije "Putujući zemljotres".
Krajem '70-ih i početkom '80-ih godina, Đuričić je svirao u dva poznata benda: prvo u "YU grupi" (2 godine), a zatim u "Leb i Sol" (6 godina). Ostvario uspešnu saradnju sa grupom Rolling Stones 1987. godine prelazi u hard rock grupu "Kerber" (3 godine), nakon čega se ponovo vratio u "Leb i Sol". U međuvremenu je sarađivao sa velikim brojem različitih – od svetski najpoznatijih do alternativnih umetnika.
Snimio 70-tak albuma, što kao studijski muzičar, što kao član grupa u kojima je svirao. U karijeri je odsvirao vise od 6000 koncerata na svim kontinentima sem Antarktika. Od 1997. godine vođa je orkestra koji prati najpopularnijeg pevača na Balkanu Zdravka Čolića.
Njegov prepoznatljivi način sviranja u kome uvek postoji balans između emocija i tehnike učinio ga je izuzetno poštovanim, dok je njegova komunikativna priroda doprinela da on postane jedan od najpopularnijih jugoslovenskih muzičara uopšte. Đuričić je jedan od retkih koji je prekršio pravilo da bubnjari nemaju svoj "opis radnog zadatka", već je bubnjeve izbacio u prvi plan i ubacio ih u grupu vodećih solističkih instrumenata.
"Muzika je bazirana na ritmu, život je baziran na njemu. Ako srce ne otkuca tri puta u ritmu, četvrti put neće ni otkucati." D.Đuričić
Možda najbolje o njemu i muzici koju izvodi govori članak koji je izašao u britanskom časopisu "Independent":
"Although a powerful and accomplished rock drummer, Dragoljub Djuričić specialized in thumping out rolling, irregular beat on the toms in a way reminiscent of Edward Vesala." 
Independent, 1995.
Sa grupom "Leb i sol" često je svirao po najpoznatijim svetskim dvoranama i klubovima Londona, Pariza, Madrida, Rima, Milana, Stokholma, Toronta, Vankuvera, Čikaga, Njujorka, Los Anđelesa. Krajem 1998 godine osniva grupu The drums company, sa kojom je do sada održao koncerte u svim većim gradovima bivše Jugoslavije, Mađarske, Holandije, Norveške, Nemačke, Italije, Švedske, Austrije, Monaka, Grčke...
Početkom '98. godine osniva grupu "Two Drums & Percusion" koja preraste krajem godine u grupu "Drums Company". Grupa doživljava veliki uspeh i ide na turneju po Srbiji i Crnoj Gori i održava stotinak koncerata posle čega vrlo brzo stižu pozivi sa raznih festivala.
Sa holandskim kompozitorom Laurens van Rooyenom učestvuje u spektaklu "Dance-Opera", ORFEO u Amsterdamu 2006. godini.
Trenutno priprema operetu za bubanj, trubu i glas "Balkan Avalanche".

### Muzičari sa kojima je sarađivao
Vlatko Stefanovski, Kornelije Kovač, Zdravko Čolić, Nikola Dimuševski, Bodan Arsovski, Bora Dugić, Arsen Dedić, Kemal Monteno, Bodo Kovačević, Davorin Popović, Điđi Jankelić, Ipe Ivandić, Laza Ristovski, Nikola Čuturilo, Aleksandar Habić, Dejan Cukić, Aleksandar Lokner, Zvonko Đukić, Ivan Fece Firchie, Darinka Matić-Marović, hor Krsmanović, Ivan Ilić, Jazz orkestar RTB, Radomir Mihailović Točak, Lola Andrić, Josip Boček, Bora Đorđević, Laurens van Rooyenom, Chris Nikols, Zoran Živković, Bane Božinović, Tomica Nikolić, Goran Šepa, Kristina Savić, Ivana Jordan, Bojan Ristić, Katarina Milošević, Tamara Marković, Ljubiša Paunić, Miodrag Bata Kostić, Žika i Dragi Jelić, Igor Malešević, Biljana Kitanović, Sandra Belić, Petar Ivanović, Gudači Sv. Đorđa, Đorđe Balašević, Aleksandar Dujin, Duda Bezuha, Slobodan Marković, Ognjen Radivojević, Vladan Vučković, Bata Božanić, Nenad Petrović, Vlada Maričić, Goce Micanov, Uroš Šećerov, Lav Bratuša, Aleksandar Sedlar, Milan Sarić, Žika Filipović, Tom Freklin, Akash Bhatt, Johnny, Pop Asanović, Stjepko Gut, i mnogi drugi.

### Festivali
West ritham festial Beograd '01., Summertime fest Beograd '01., Balkan fest Solun '01., Vossa jazz fest Norway '01., Kumanovski jazz festival '02., JAZZ fest Skopje '02., Zurich Theatre Spektakl fest '02., EXIT '04., '05., Festival uličnih sviraca '01.,'03., '04., '05., Soul Makossa Bari '05., i mnogi drugi...

### Muzika za pozorište
Između ostalog svoje umetničko stvaralaštvo upotpunio je radom na muzici za 20 pozorišnih predstava među kojima su: Art, Reservior Dogs, Bliže, Policajci, Burn This, Pop Corn.

### Muzika za balet
Komponovao je muziku za balet "Dr. Džekil i Mr. Hajd" u Narodnom pozorištu koja je dobila nagradu kao najbolja pozorišna predstava.

### DJ muzika
Nastupa sa italijanskim D.J. Spankox (Agostino Karollo) I sa holandskim D.J. Jeroene Post.

## Dadaizam
Na festivalu evropske radio difuzije Trans Dada (dadaizam), koji je direktno prenosilo 50-tak svetskih radio stanica nastupa sa dna Rimskog bunara na Kalemegdanu (Beograd) sa pozorišnim rediteljem, multimedijalnim umetnikom Arsenijem Jovanovićem, i dobijaju izuzetno povoljne kritike iz sveta dadaizma.

## Politika
Za vreme građanskih demonstracija 1996/1997. predvodi grupu od 30 bubnjara. Za doček 1997. godine svirao na centralnom gradskom trgu pred oko million ljudi koji su iz protesta prema tadašnjoj vlasti izašli na beogradske ulice.
U organizaciji pokreta "Otpor", svirao je na koncertu priređenom u čast dočeka 2000. Pravoslavne Nove godine pred oko 200.000 ljudi gde je zapravo "početak kraja" tadašnjeg režima. Svirao na bezbroj protestnih skupova širom Srbije do pada tadašnjeg režima 2000. godine.

## Sportske manifestacije
Svirao je na Final four Bečej, 2000. godine, zatim na otvaranju FINA CUP-a, Beograd 2001, na izboru sportiste godine 2001. godine i bezbroj klupskih i reprezentativnih utakmica.
O tome koliko je njegovo prisustvo značajno na ovakvim skupovima, najbolje govore izvodi Bogdana Tirnanića iz dnevnih novina "Telegraf" i "Politika".
"Od svega što se dešavalo 1996/1997. godine, i od svih političara koji su bili prisutni, ja se jedino sećam Dragoljuba Đuričića i njegovih bubnjara. Telegraf
"Ovo je zemlja, gde je bubnjar Dragoljub Đuričić institucija, ali da bi opstao, morao je da postane ekspert." Politika

## Nagrade
Do sada je dobio sledeće nagrade: 1982. godine nagradu "Vilage Voys" - prestižnu nagradu za najbolju muziku za pozorišnu predstavu van Brodveja; dva puta Estradnu nagradu SFRJ; nagradu pokreta "Otpor" - "Najotporniji umetnik". Bezbroj pozorišnih i muzičkih nagrada.
Bio je predsednik "Udruženja muzičara JAZZ, rock i pop muzike Srbije".
Uvršten je u katalogu "Ribound 4" kuće Premier, u nacionalne bubnjare sveta.
Glumio je u nekoliko pozorišnih predstava a posebno izdvaja predstavu "Liberation of Skopje" na turneji po velikim gradovima USA 1982. godine/
Bavio se slikarstvom. Izlagao na 17 samostalnih izložbi u SFRJ.

## Spoljašnje veze
- Медији везани за чланак Dragoljub Đuričić на Викимедијиној остави
- Zvaničan web sajt